# Smila
Smila (em ucraniano:   Сміла) é uma cidade da Ucrânia, situada no Oblast de Chercássi. Tem 39,85 km² de área e sua população em 2020 foi estimada em 66.972 habitantes.